# 对自身的做作性障碍
是一种通过描述、幻想疾病症状，假装有病乃至主动伤残自己或他人，以取得同情的心理疾病。它还有求医癖、住院癖、佯病症等俗名。此疾病得名于德国的一位男爵——闵希豪森男爵（Freiherr von Münchhausen），此人虚构了许多自己的冒险故事，如在月球上漫步，拽着自己的头发让自己升天等。1951年，一篇发表在英国著名医学杂志《柳叶刀》上的文章，第一次以孟乔森综合征的名义命名这种症状。
另外一種相關聯的疾病，例如美國德克薩斯州一名35歲的母親凱琳・鮑文（Kaylene Bowen），在兒子才11個月大時，就開始說謊讓他不斷接受不必要的醫療檢查與手術，這應該被診斷為代理型孟喬森症候群。

## 症状
孟乔森综合征的范围都很广。患病者不断向周围的人报告自己拥有各类疾病，模仿疾病的症状，但经诊断后都会发现患者其实无病。有些患者则会篡改医生的诊断报告，同时对疾病非常熟悉、了解，拥有近乎专业的相关知识。吃药、打针、住院动手术时非但不反感，反而显得非常兴奋、愉悦。最严重的患者则会伤害自己，使自己表现出来的症状更符合自己所描述的疾病。

## 病因
具体的病因还不清楚，但生理和心理方面的问题都会对该病的形成有所影响。曾经有过长期疾病史，曾经在被人照顾中体会到幸福感以及经常被家长忽视的儿童都更容易获得该疾病。人格障碍也和该病有着很大的关联，甚至有人认为这种症状与压抑性冲动有关。研究患者的病因非常困难，因为他们往往错误地描述自己的患病状况。

## 诊断和治疗
如果病人三番兩次申明自己有病却又检查不出任何症状，同时他所列举的现象非常具体、精确，近乎于典型症状。而对其作出进一步检查又会遭其反对，对其治疗照顾却使其满意时，该患者就很有可能患有孟乔森综合征。
虽然患者喜欢谎称患有各类疾病同时接受治疗，但他们却不愿意承认自己有孟乔森综合征并将其治好。治疗该病主要依靠心理治疗，特别是疏导和沟通。同时要加强患者和其亲属的交流，限制亲属在其患病时给予过度的照顾。对于该疾病几乎没有什么有效的药物治疗，要将其彻底治愈也是非常困难的。

## 外部連結
- Article in Discover magazine, July 1993, by Abigail Zuger （页面存档备份，存于）